# Gare de Saint-Félix
La gare de Saint-Félix est une gare ferroviaire française de la ligne de Castelnaudary à Rodez, située sur le territoire de la commune de Saint-Félix-Lauragais, dans le département de Haute-Garonne en région Occitanie. 
Mise en service en 1865 par la Compagnie des chemins de fer du Midi et du Canal latéral à la Garonne (Midi), elle est définitivement fermée au trafic des voyageurs en 1945. Sur la commune se situe également l'installation terminale embranchée (ITE), en service, de la Sica Rouquet de Saint-Félix-Lauragais qui utilise la ligne pour une part importante de son transport fret.

## Situation ferroviaire
Établie à 205 mètres d'altitude, la gare de Saint-Félix est située au point kilométrique (PK) 330,62x de la ligne de Castelnaudary à Rodez, entre les gares de Soupex (fermée) et de Revel - Sorèze (fermée). 
La section de Castelnaudary à Revel, sur laquelle est située la gare, a le statut de « ligne à voie unique à trafic restreint (VUTR) », depuis le début des années 1970, ce qui limite son utilisation à un trafic fret.
Sur le territoire de la commune, après le passage à niveau de la D43M, se situe également la « Sica Rouquet de Saint-Félix-Lauragais » qui dispose d'une installation terminale embranchée (ITE), en service pour un trafic fret de céréales, accessible dans le sens Revel - Castelnaudary. L'entreprise utilise la ligne pour « 60 % de son transport de marchandises ».

## Histoire
La station de Saint-Félix est mise en service le 16 avril 1865 par la Compagnie des chemins de fer du Midi et du Canal latéral à la Garonne (Midi), lorsqu'elle ouvre à l'exploitation l'embranchement de Castelnaudary à Castres.
Elle est officiellement fermée au service des voyageurs le 15 mai 1939 par la Société nationale des chemins de fer français (SNCF), lorsqu'elle ferme ce service sur la section de Castelnaudary à Castres. Néanmoins ce service est exceptionnellement rétabli durant la Seconde Guerre mondiale, le 5 mai 1941 du fait des difficultés à assurer le service routier de remplacement, il est assuré par deux trains mixtes qui font quotidiennement deux fois l'aller et le retour entre Castelnaudary et Castres. Ce service provisoire est fermé à la fin du conflit en 1945.

## Service des voyageurs
Gare fermée située sur une section de ligne fermée au trafic des voyageurs.

## Patrimoine ferroviaire
Sur le site de la gare l'ancien bâtiment voyageurs est toujours présent. Il est composé d'un corps central à deux ouvertures avec un étage et combles, agrandi par rapport à celui d'origine, et une aile en rez-de-chaussée à deux ouvertures, prolongée par une halle à marchandise.